# Jaroslav Gürtler
Jaroslav Gürtler (* 23. prosince 1954) je bývalý český fotbalista a fotbalový trenér.

## Hráčská kariéra
Hrál v nižších soutěžích za Šumperk.

## Trenérská kariéra
Trénoval mj. Baník Ostrava, 1. FC Košice, na Kypru, Kaučuk Opava, FK Baník Havířov v Kuvajtu tým Al Naser, tým Saúdské Arábie jako asistent, znovu FC Baník Ostrava, FC Hlučín a znovu kuvajtský Al Naser.